# Phffft
Phffft is een Amerikaanse filmkomedie uit 1954 onder regie van Mark Robson.

## Verhaal
Robert en Nina Tracey scheiden na acht jaar huwelijk. Robert raakt opnieuw bevriend met zijn oude maat Charlie Nelson. Nina gaat te rade bij haar moeder. Ze gaan beiden uit met nieuwe mensen, maar telkens als ze elkaar weer tegen het lijf lopen, wordt het duidelijk dat ze hun gemeenschappelijke verleden nog niet hebben afgesloten.

## Rolverdeling
| Acteur          | Personage      |
| --------------- | -------------- |
| Judy Holliday   | Nina Tracey    |
| Jack Lemmon     | Robert Tracey  |
| Jack Carson     | Charlie Nelson |
| Kim Novak       | Janis          |
| Luella Gear     | Edith Chapman  |
| Donald Randolph | Dr. Van Kessel |
| Donald Curtis   | Rick Vidal     |